# سایه‌روشن (مجموعه داستان)
سایه‌روشن نام مجموعه داستان کوتاهی از صادق هدایت است که در سال ۱۳۱۲ برای اولین بار به چاپ رسید.
این مجموعه داستان شامل هفت داستان کوتاه به نام‌های زیر است:
1. س.گ.ل.ل،
2. زنی که مردش را گم کرد،
3. عروسک پشت پرده،
4. آفرینگان،
5. شب‌های ورامین،
6. آخرین لبخند،
7. پدران آدم

## منبع
- سایه روشن، صادق هدایت، تهران، انتشارات روزگار، چاپ اول، بهار ۱۳۷۷